# Lycomorpha tenumargo
Lycomorpha tenumargo là một loài bướm đêm thuộc phân họ Arctiinae, họ Erebidae.